# با احساست نجنگ
با احساست نجنگ (به انگلیسی: Don't Fight the Feeling) هفتمین آلبوم چندآهنگهٔ گروه پسرانهٔ کره‌ای–چینی اکسو است که در ۷ ژوئن ۲۰۲۱، توسط اس‌ام انترتینمنت، در قالب یک آلبوم ویژه منتشر شد. این اولین اثر اکسو پس از آلبوم استودیویی ۲۰۱۹ وسواس و نخستین حضور شیومین، لی و دی.او. پس از ریتمم را بهم نزن (۲۰۱۸) است.

## فهرست قطعات
فهرست قطعات با احساست نجنگ
| شماره      | نام                                 | سراینده                                          | آهنگساز                                                                                 | تنظیم                      | مدت   |
| ---------- | ----------------------------------- | ------------------------------------------------ | --------------------------------------------------------------------------------------- | -------------------------- | ----- |
| ۱.         | «با احساست نجنگ»                    | کنزی                                             | مایک جیمینز دیمون توماس ته‌سونگ کیم (آیکونیک ساوند) تا آریستوکرتز تیون «تی‌سی» مک مون کیم | تا آریستوکرتز              | ۲:۵۶  |
| ۲.         | «بهشت»                              | برندون آریگا ادوین اونوره جیک توری مایکل ماتوسیک | برندون آریگا ادوین اونوره جیک توری مایکل ماتوسیک                                        | برندون آریگا               | ۳:۳۷  |
| ۳.         | «مهم نیست»                          | موک جی-مین (لالالا استودیو)                      | اسکایلر مونس آندریاس اوبری پاتریک هارتمن                                                | اسکایلر مونس آندریاس اوبری | ۳:۴۲  |
| ۴.         | «فرار»                              | سو جی-اوم                                        | کوین وایت (رایس اند پیز) مایک وودز (رایس اند پیز) اندرو بتزی (رایس اند پیز)             | رایس اند پیز               | ۳:۲۷  |
| ۵.         | «مثل همیشه» (از تو حفاظت خواهم کرد) | تاما (دوین چنل)                                  | سان (وندرز) فاسینیدور (وندرز) زنور (وندرز) شکیل ریز                                     | وندرز                      | ۳:۲۷  |
| مجموع مدت: | مجموع مدت:                          | مجموع مدت:                                       | مجموع مدت:                                                                              | مجموع مدت:                 | ۱۷:۰۹ |

## واژه‌نامه
1. ↑  Paradise, 파라다이스; Paradaiseu
2. ↑  No Matter, 훅!; Huk!
3. ↑  Runaway
4. ↑  Just as Usual, 지켜줄게; Jikyeojulge; lit. I'll Protect You